# Жумгальский район
Жумгальский район (кирг. Жумгал району, Джумгальский район) — район Нарынской области Кыргызстана.
Административный центр — село Чаек. Площадь — 7150 км².

## География
Жумгальский район расположен в северо-западной части Нарынской области. Граничит с Токтогульским районом Джалал-Абадской области, Панфиловским районом Чуйской области, а также с Ак-Талинским, и Кочкорским районами Нарынской области Кыргызстана.

## Население
По данным переписи населения Кыргызстана 2009 года, в районе проживало 40 718 человек, в том числе киргизы составляли 99,7 % населения.

## Административно-территориальное деление
В состав Жумгальского района входят 13 аильных (сельских) округов, 30 аилов (сёл):
1. Байзаковский — с. Байзак (центр);
2. Баш-Куугандынский — с. Баш-Кууганды (центр);
3. Джаны-Арыкский — с. Джаны-Арык (центр), Базар-Турук, Кызарт, Кызыл-Эмгек;
4. Джумгальский — с. Джумгал (центр), Лама;
5. Кабакский — с. Табылгыты (центр), Арал, Кен-Суу, Котур-Суу, Кызыл-Коргон, Сары-Булун, Табылгы;
6. Кек-Ойский — с. Кек-Ой (центр), Кичи-Арал;
7. Куйручукский — с. Куйручук (центр);
8. Кызыл-Жылдызский — с. Кызыл-Жылдыз (центр);
9. Мин-Кушский — с. Мин-Куш (центр), Кызыл-Сеок;
10. Суюмбаевский — с. Таш-Добо (центр);
11. Тугол-Сайский — с. Тюгель-Сай (центр), Эпкин;
12. Чаекский — с. Чаек (центр), Ак-Татыр, Беш-Терек, Чукур-Аксеки, Шортон;
13. Чон-Добонский — с. Чон-Добо (центр).